# IC 4769
IC 4769 ist eine Balken-Spiralgalaxie mit aktivem Galaxienkern vom Hubble-Typ SBbc im Sternbild Pfau am Südsternhimmel. Sie ist schätzungsweise 198 Millionen Lichtjahre von der Milchstraße entfernt und hat einen Durchmesser von etwa 110.000 Lichtjahren.

In der gleichen Himmelsregion befinden sich auch die Galaxien IC 4765, IC 4766, IC 4767, IC 4771.
Das Objekt wurde am 20. Juli 1901 von DeLisle Stewart entdeckt.